# Adam Willaerts

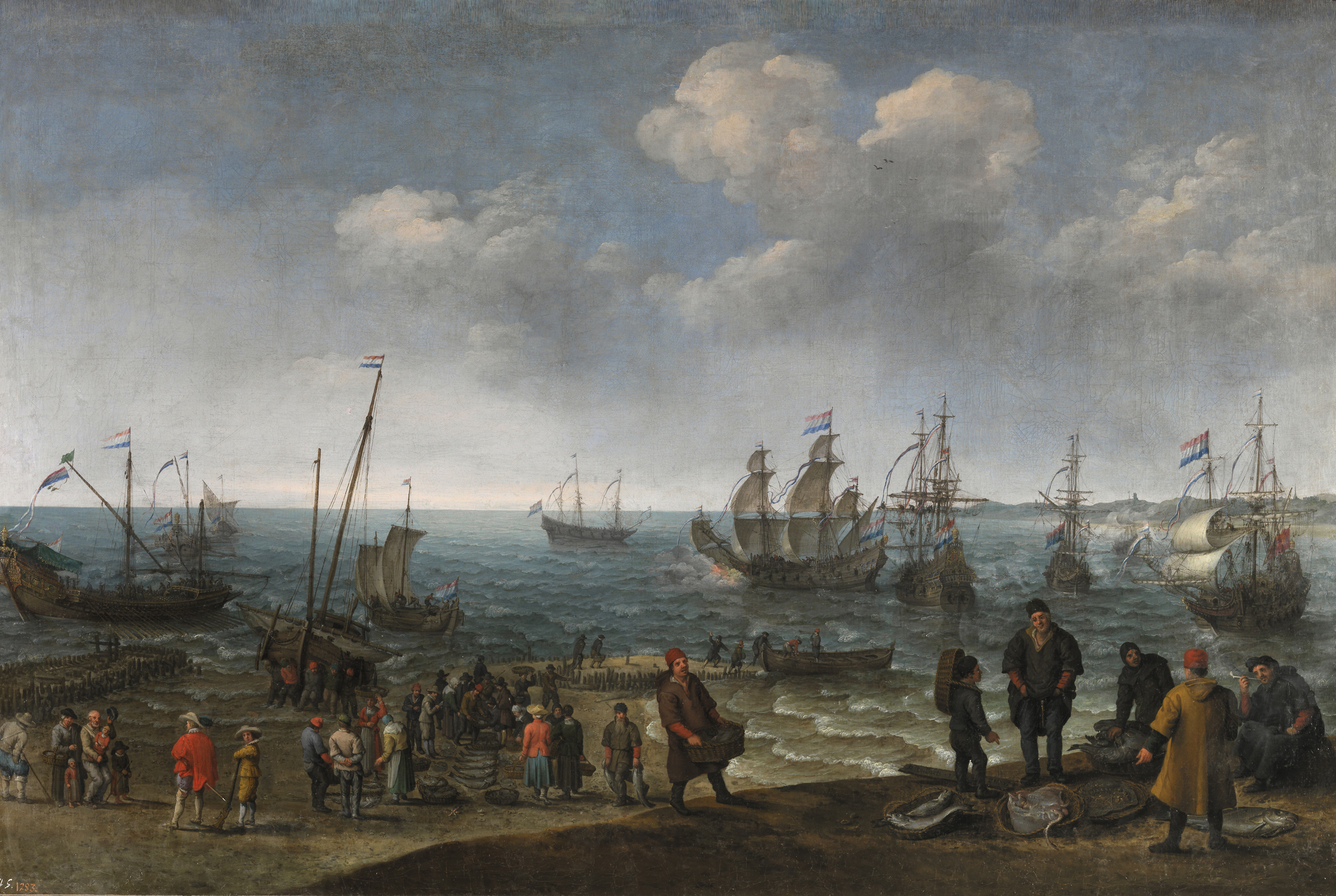
Playa con pescadores, 1627, óleo sobre lienzo, 83 x 125 cm, Madrid, Museo del Prado.

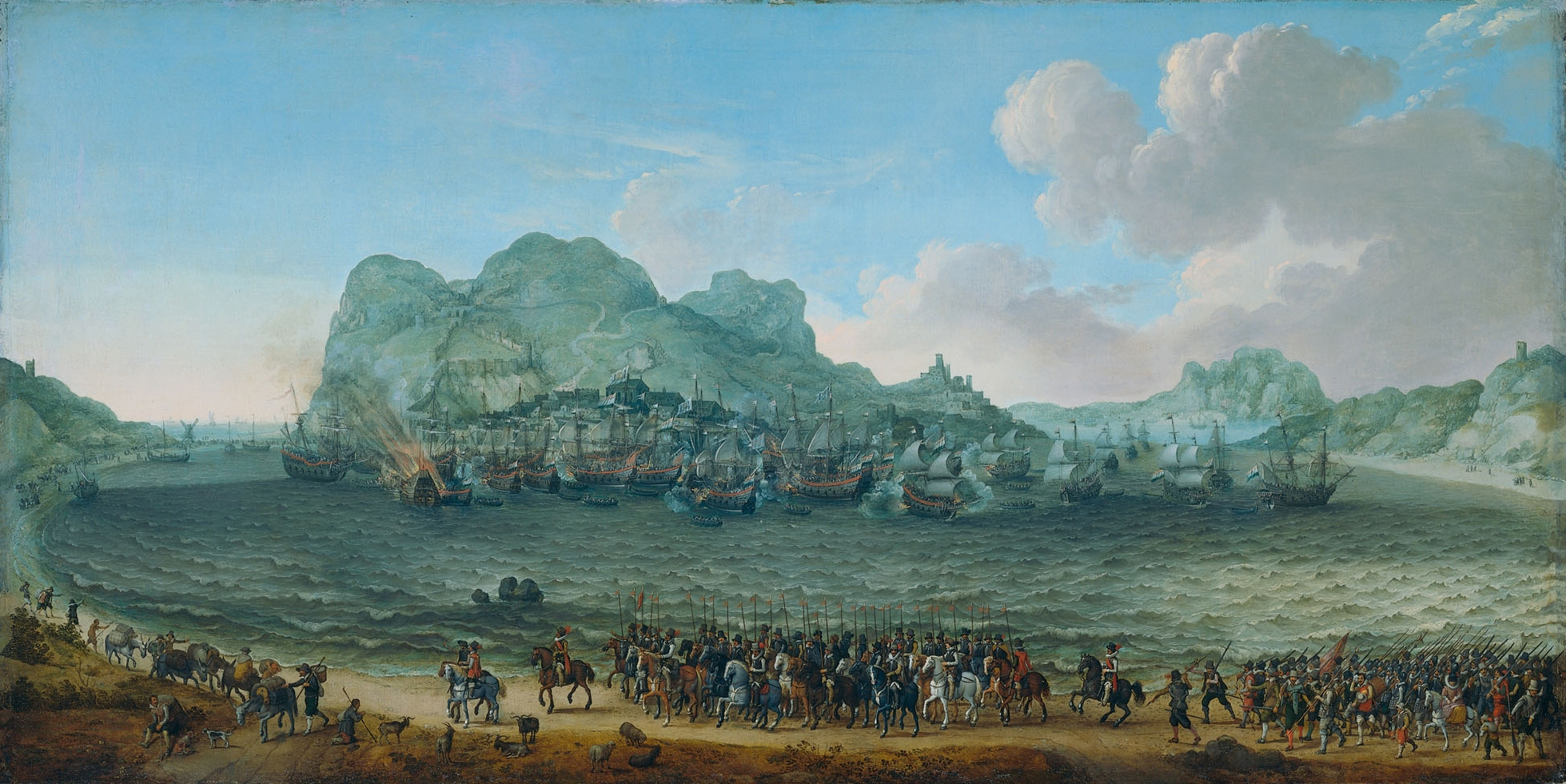
Derrota de los españoles frente a Gibraltar por una flota mandada por Jacob van Heemskerk, 25 de abril de 1607, 1617, Ámsterdam, Rijksmuseum.

Adam Willaerts (1577-1664) fue un pintor neerlandés especializado en marinas.

## Biografía
Willaerts fue bautizado el 21 de julio de 1577 en Londres, aunque otras fuentes le suponen nacido en Amberes de donde eran originarios sus padres, quienes habrían abandonado la ciudad por motivos religiosos. En 1585 la familia se estableció en Leiden y en 1597 Adam fijó su residencia en Utrecht, donde iba a permanecer ya hasta su muerte, ingresando en 1611 en el gremio de San Lucas de la ciudad, del que en 1620 fue elegido decano. Sus hijos Cornelis, Abraham e Isaac continuaron el oficio del padre, aunque diversificaron los géneros tratados.
Dedicado a la pintura de marinas, ya se tratase de desembarques, batallas o pesquerías, frecuentemente vistas desde la playa donde se desarrollan otras escenas costumbristas, como los mercados de pescado, su pintura se mantuvo siempre apegada a formulismos tradicionales, como el equilibrio entre los planos de la composición y la representación esquemática del oleaje marino, ajeno a las nuevas corrientes naturalistas. Ocasionalmente sus marinas reflejaron hechos históricos, como el enfrentamiento naval entre holandeses y españoles frente a Gibraltar, representado en la Derrota de los españoles frente a Gibraltar por una flota mandada por Jacob van Heemskerk, 25 de abril de 1607 y en Alegoría de la victoria de los holandeses sobre la flota española en Gibraltar, 25 de abril de 1607, ambas en el Rijksmuseum de Ámsterdam, o en La batalla de Gibraltar, 25 de abril de 1607, ingresada en 2000 en el Museo del Prado, y depositada en el Museo Naval de Madrid.